# Station Dąbrowice Skierniewickie
Station Dąbrowice Skierniewickie is een spoorwegstation in de Poolse plaats Dąbrowice.